# Roland Wanitschka
Roland Wanitschka (* 27. März 1959 in Ruhla) ist ein deutscher Lyriker und Politiker (DKP).

## Leben
Roland Wanitschka wuchs in seiner Geburtsstadt Ruhla auf. Als das Mitglied im Hauptvorstand der ÖTV eine von Abschiebung bedrohte sechsköpfige kurdische Familie über die Grenze nach Dänemark brachte, musste er dort 1997 wegen Menschenschmuggels für 30 Tage ins Gefängnis. Seine fristlose Kündigung als Personalratsvorsitzenden der Eisenacher Stadtverwaltung hatte vor dem Verwaltungsgericht Meiningen keinen Bestand.
1999 rückte er über die Landesliste der PDS in den Thüringer Landtag nach, dem er bis zum Ende der Legislaturperiode im selben Jahr angehörte.
Wanitschka ist Vater einer Tochter und lebt in Eisenach.

## Veröffentlichungen
- Revolutionslyrik. Gedichte von der Finsternis des Heute, der Ahnung des Gestern und dem Aufbruch des Lichts im Morgen. Leitfaden für den Kopf und das menschliche Handeln. Verlag am Park, Berlin 2006, ISBN 978-3-89793-125-1, ISBN 3-89793-125-7
- Abgesang mit Ausblick. Gedichte aus dem Heute. Verlag am Park, Berlin 2013, ISBN 978-3-89793-182-4

- Der Aufbau der Gegenmacht aus dem Alltäglichen. Das MTL-Projekt in Argentinien. Dokumentarfilm, 2006, Regie: Roland Wanitschka, Länge: 38 Minuten